# امبس
امبس (به فرانسوی: Ambès) یک کامین در فرانسه است که در Canton of Lormont واقع شده‌است.

## خصوصیات
امبس ۲۸٫۸۵ کیلومترمربع مساحت و ۲٬۹۴۱ نفر جمعیت دارد و ۴ متر بالاتر از سطح دریا واقع شده‌است.